# Никитин, Валентин Михайлович
Валентин Михайлович Никитин (22 июня 1929 — 12 сентября 1975) — передовик советского сельского хозяйства, бригадир совхоза «Елизаветинский» Аткарского района Саратовской области, Герой Социалистического Труда (1973).

## Биография
Родился в 1929 году в селе Качеевка (ныне — Екатериновского района Саратовской области) в крестьянской русской семье. Является младшим братом Героя Социалистического Труда Никитина Сергея Михайловича. В военные годы мальчишкой начал работать прицепщиком в колхозе. Окончил семилетнюю школу в селе Вяжля и курсы трактористов. Стал трудиться трактористом в совхозе «Вяжлинский». С 1946 года начал работать в совхозе «Елизаветинский».
С 1949 по 1952 годы служил в Советской армии. После демобилизации вернулся в родные края. Вновь стал трудиться трактористом в совхозе «Елизаветинский». В 1959 году назначен помощником бригадира по технике, а в 1964 году бригадиром полеводческой бригады № 3.
Добивался высоких результатов в работе. В 1973 году его бригада получила по 30 центнеров зерновых с гектара, тогда как в среднем показатель по совхозу был 25 центнеров.
Указом Президиума Верховного Совета СССР от 7 декабря 1973 года за достижение высоких показателей в производстве продукции сельского хозяйства и высокие урожаи зерновых Валентину Михайловичу Никитину присвоено звание Героя Социалистического Труда с вручением ордена Ленина и медали «Серп и Молот».
Избирался депутатом Аткарского районного совета депутатов.
Проживал в селе Елизаветино. Умер 12 сентября 1975 года. Похоронен на сельском кладбище.

## Награды
За трудовые успехи удостоен:
- золотая звезда «Серп и Молот» (07.12.1973)
- орден Ленина (07.12.1973)
- Орден Трудового Красного Знамени (08.04.1971)
- Медаль «За трудовое отличие»
- другие медали.